# ものみなこぞりて
ものみなこぞりて（Canticus o Laudes Creaturarum、英:All Creatures of Our God and King、曲:Easter Alleluia)は中世の聖者アッシジのフランチェスコの「太陽の讃歌」を自由に敷衍した讃美歌(聖歌)である。この歌は、死の二年前に、聖痕をうけて郷里に帰り、姉妹のクララに会ったときに、作られたものである。
ルナンは「キリスト教讃美歌中、最高の傑作」と評していた。
曲は、1623年にケルンで出版された讃美歌集において復活節聖歌として初めて登場した16世紀のマテウス・グライターの歌に良く似ている。
英米の場合は、ハレルヤが7回歌われるが、日本語版では2回分少ない5回歌われる。

## 所収
- 讃美歌75番(中山昌樹訳詩)

## 訳詞
中山昌樹訳
1.

ものみなこぞりて、みかみをたたえよ、

ハレルヤ、ハレルヤ。

光のもとなる　日を造りましし、

みかみをたたえよ、

ハレルヤ、ハレルヤ、ハレルヤ。

2.

月かげさやかに　み空にかがやく、

ハレルヤ、ハレルヤ。

きらめく星をも、静かにみちびく

みかみをたたえよ、

ハレルヤ、ハレルヤ、ハレルヤ。

3.

小川の流れは　ほめごとささやく、

ハレルヤ、ハレルヤ。

実りも豊けき、大地を与えし

みかみをたたえよ。

ハレルヤ、ハレルヤ、ハレルヤ。

4.

世の悩みも死も　いかで恐るべき、

ハレルヤ、ハレルヤ。

たがいに助くる　心を賜いし

みかみをたたえよ。

ハレルヤ、ハレルヤ、ハレルヤ。